# Surcouf (N N 3)
El Surcouf (N N 3) fue submarino experimental desarrollado por la marina francesa en los años de entreguerras. Se trataba de un gran submarino de crucero francés, cuya construcción fue ordenada al Arsenal de Cherburgo en diciembre de 1926, botado en octubre de 1929 y comisionado en mayo de 1934. Tomaba su nombre en honor del famoso corsario francés Robert Surcouf. En aquella época y hasta la aparición de los modelos japoneses de Primera Clase fue el submarino más grande del mundo.
Durante su período de actividad en la Segunda Guerra Mundial generó a su alrededor varias teorías de conspiración, y desapareció con toda su tripulación en extrañas circunstancias en 1942. 

## Construcción e Historial operativo

Perfil del Surcouf.

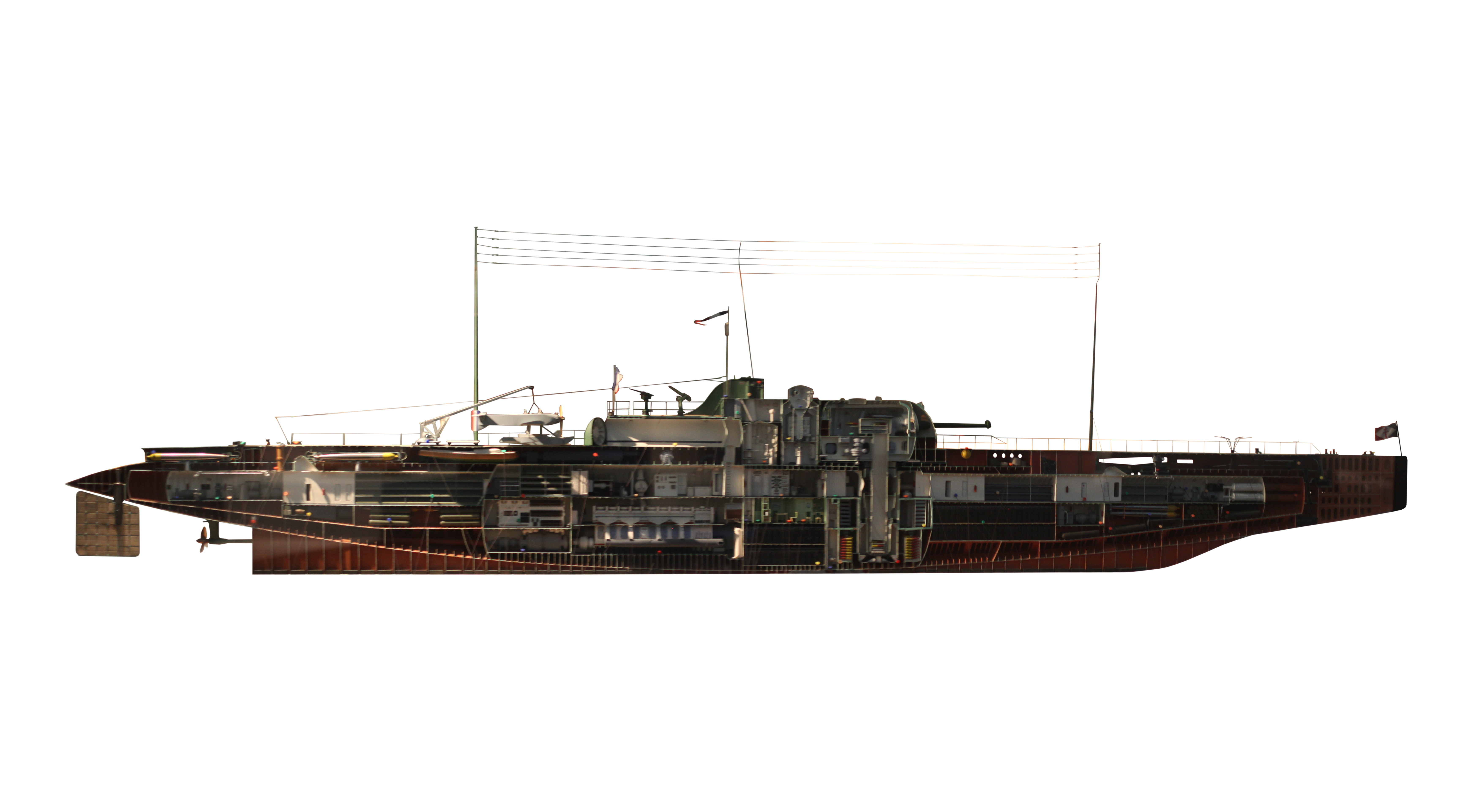
Maqueta Surcouf Musée de la Marine, París

El Surcouf se comenzó a construir en diciembre de 1927 y botado el 18 de octubre de 1929, fue entregado a la Marina francesa en mayo de 1934. Al comienzo de la II Guerra Mundial era el submarino más grande del mundo.
Los planos fueron elaborados por el Service Technique des Constructions et Armes Navales (STCAN) y firmados por el jefe de la Oficina "Submarinos" de Léon Roquebert. El llamado Proyecto Q 5 fue aprobado el 17 de julio de 1926 por el Consejo Supremo de la Marina, en presencia de Georges Leygues, Ministro de Marina. Ordenándose la construcción al Arsenal de Cherburgo el 31 de diciembre de 1926.
El Tratado Naval de Washington puso estrictos límites a los desplazamientos y calibres artilleros de los acorazados y cruceros de nueva construcción pero no se llegó a ningún acuerdo respecto a los buques menores incluidos los submarinos. La Armada francesa decidió tomar ventaja sobre este tema proyectando y construyendo lo que llamaron un "croiseur sous-marin" (crucero submarino), aunque algunos autores prefieren el más "romántico" nombre de "submarino corsario". De esta clase de naves el Surcouf fue el primero y el único en su tipo de una proyectada serie de tres. Entendiéndose que podía combatir de las dos maneras sumergido y en superficie. Sus funciones eran las de asegurar el contacto con las colonias y buscar y destruir las flotas enemigas en colaboración con los navíos de superficie, además de realizar guerra de corso contra los convoyes enemigos.

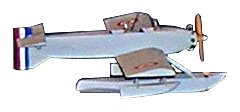
Besson MB.411

Para reconocimiento lejano, transportaba un hidroavión en un hangar construido a popa de la vela del submarino. El hidroavión, que en teoría debía dirigir el tiro a distancia, había sido diseñado especialmente para el submarino e iba alojado en un hangar justo a popa de la vela. Se trataba del  Besson MB.411 con una autonomía de 400 km ampliable a 740 km con depósitos de combustible auxiliares 
Para el combate contaba con 12 tubos lanzatorpedos y un montaje doble Modèle 1929 del cañón naval Modèle 1924 de 203 mm/50 con un peso por unidad de 20,39 toneladas en la parte de la proa anexa a la torre de control del submarino.
Cargaba 300 rondas de proyectiles para los cañones controlados por un sistema de dirección de tiro con un error de menos de 5 m; los cañones, de igual calibre que los montados por los cruceros pesados de la época podían disparar tres obuses de 120 kg por minuto y tenían un alcance teórico de 27 450 m que se veía reducido a 12 000 m, dada la poca elevación (-5° / +30° en que se encontraba la dirección de tiro.
Las defensas antiaéreas y las ametralladoras para combate estaban ubicadas en la parte superior del hangar. También llevaba a bordo una lancha a motor de 5 m de eslora; asimismo disponía de una celda con capacidad para 40 prisioneros, combustible para navegar 23 000 km y alimentos para 90 días de navegación. La tripulación estaba compuesta por 126 miembros entre oficiales y marineros, mucho más que cualquier submarino convencional.
El 18 de junio de 1940 escapó de Brest donde se encontraba en gran carena, después de una misión en las Antillas y el Golfo de Guinea; para evitar ser capturado, sin tener terminadas las reparaciones y sin repuestos puso rumbo a Plymouth, propulsandose con un solo motor diésel. Allí fue apresado por la Royal Navy en el marco de la Operación Catapulta, en un asalto que se cobró vidas en los dos bandos antes aliados (cuatro muertos); los tripulantes y oficiales que no quisieron permanecer en Inglaterra fueron autorizados a regresar a la Francia ocupada donde la mayoría fue juzgada por los alemanes y fusilada.
Difícilmente rearmable a causa de su complejidad y a la falta de piezas de repuesto y de marinos cualificados como submarinistas, después de ser modernizado en el arsenal naval de Portsmouth (EE. UU.) y al mando del capitán de fragata Ortoli, el 1 de septiembre de 1940 pasa a manos francesas, incorporándose a las llamadas Fuerzas navales de la Francia Libre y, bajo esta bandera patrulló por el Atlántico. El 24 de diciembre de 1941, junto a las corbetas Mimosa, Alysse y Aconit y al mando del almirante Muselier, tomó parte activa en la toma de las islas Saint Pierre y Miquelon. 
Se decidió enviarlo al Pacífico donde asumiría la defensa de las islas de la Francia Libre. 

### Pérdida
El Surcouf desapareció la noche del 18 al 19 de febrero de 1942, a unos 130 km (70 millas náuticas) al norte de Cristóbal, Panamá, mientras se dirigía a Tahití, a través del Canal de Panamá. Un informe estadounidense concluyó que la desaparición se debió a una colisión accidental con el carguero estadounidense Thompson Lykes. Navegando solo desde la bahía de Guantánamo, en lo que fue una noche muy oscura, el carguero informó que golpeó y atropelló a un objeto parcialmente sumergido que raspó a lo largo de su costado y la quilla. Sus vigías oyeron gente en el agua pero, creyendo que había chocado contra un submarino, el carguero no se detuvo aunque se oyeron gritos de auxilio en inglés. Se envió una señal a Panamá describiendo el incidente.
La pérdida resultó en 130 muertes (incluidos 4 miembros del personal de la Royal Navy), bajo el mando del capitán de fragata Georges Louis Nicolas Blaison. La pérdida del Surcouf fue anunciada por el Cuartel General de la Francia Libre en Londres el 18 de abril de 1942, y se informó en The New York Times al día siguiente. No se informó que Surcouf se hundió como resultado de una colisión con el Thompson Lykes hasta enero de 1945.
La investigación de la comisión francesa concluyó que la desaparición fue consecuencia de un malentendido. Un avión Consolidated PBY Catalina, patrullando las mismas aguas la noche del 18 al 19 de febrero, podría haber atacado al Surcouf creyéndolo un submarino alemán o japonés. Esta teoría podría haber sido respaldada por varios elementos:
- Los testimonios de los testigos del buque de carga SS Thompson Lykes, que chocó accidentalmente con un submarino, describieron un submarino más pequeño que el Surcouf.
- El daño al Thompson Lykes fue demasiado leve para una colisión con Surcouf.
- La posición del Surcouf no correspondía a ninguna posición de submarinos alemanes en ese momento.
- Los alemanes no registraron ninguna pérdida de submarinos en ese sector durante la guerra.
- Las investigaciones sobre el incidente fueron irregulares y tardías, mientras que una investigación francesa posterior apoyó la idea de que el hundimiento se debió a "fuego amigo"; esta conclusión fue apoyada por el contralmirante Auphan en su libro La Marina Francesa en la Segunda Guerra Mundial.[6] Charles de Gaulle afirmó en sus memorias[7] que el Surcouf "se había hundido con toda la tripulación".

## Legado
Como nadie ha buceado ni verificado oficialmente los restos del naufragio del Surcouf, se desconoce su ubicación. Si se supone que el incidente con el Thompson Lykes fue de hecho el evento del hundimiento de Surcouf, entonces los restos del naufragio se encontrarían a 3000 m (9800 pies) de profundidad en 10 ° 40'N 79 ° 32'W Coordenadas: 10°40′N 79°32′O.
Un monumento conmemora la pérdida en el puerto de Cherburgo en Normandía, Francia. La pérdida también es conmemorada por el Free French Memorial en Lyle Hill en Greenock, Escocia.
Como no hay una confirmación concluyente de que Thompson Lykes chocó con Surcouf, y su naufragio aún no se ha descubierto, existen historias alternativas de su destino. James Rusbridger examinó algunas de estas teorías en su libro Who Sank Surcouf?, encontrándolos a todos fácilmente descartados excepto uno: los registros del 6.º Grupo de Bombarderos Pesados que operan desde Panamá los muestran hundiendo un gran submarino la mañana del 19 de febrero. Dado que ningún submarino alemán se perdió en la zona en esa fecha, podría haber sido Surcouf. Sugirió que la colisión había dañado la radio de Surcouf y que el barco siniestrado se dirigió cojeando hacia Panamá esperando lo mejor.
Una teoría de la conspiración, no basada en ninguna evidencia significativa, sostenía que el Surcouf, durante su estacionamiento en New London a fines de 1941, había sido atrapado abasteciendo a traición a un submarino alemán en Long Island Sound, y perseguido por los submarinos de entrenamiento estadounidenses Marlin y Mackerel, y lo hundieron. El rumor circuló hasta principios del siglo XXI, pero es falso ya que los movimientos posteriores del Surcouf hacia el sur están bien documentados.